# Минайя, Хуан
Хуан Густаво Минайя (исп. Juan Gustavo Minaya, 18 сентября 1990, Маймон) — доминиканский бейсболист, питчер команды Главной лиги бейсбола «Миннесота Твинс».

## Карьера
В 2008 году Минайя в возрасте семнадцати лет подписал контракт с клубом «Хьюстон Астрос» в статусе незадрафтованного свободного агента. C 2009 по 2016 год он выступал в клубах системы Астрос, пройдя все ступени от лиги новичков до уровня AAA.
В июне 2016 года Хуан был выставлен «Хьюстоном» на драфт отказов и перешёл в «Чикаго Уайт Сокс». В сентябре он был вызван в основной состав клуба и дебютировал в МЛБ.
В 2017 году, после обмена ряда питчеров команды, Минайя получил больше игрового времени, в том числе в роли клоузера команды. В 2018 году Хуан стал пропускать меньше хоум-ранов, но его показатель числа уоков вырос до 14 %. Аналитик сайта baseballprospectus.com Ник Шеффер скептически оценил шансы игрока на стабильные выступления за «Уайт Сокс», имеющих в своей системе ряд более молодых игроков такого же уровня. Несмотря на это, в последних двенадцати играх чемпионата он играл с показателем ERA 0,73. Сезон 2019 года Минайя начал неудачно, первые пять выходов на поле завершив с показателем пропускаемости 21,21. Пятнадцатого марта он был выведен из расширенного состава команды.
В начале 2020 года Минайя подписал контракт с «Миннесотой», но позднее сезон был сокращён из-за пандемии COVID-19 и на поле в составе команды он не выходил. В январе 2021 года он заключил с клубом новое соглашение на один сезон.